# Багерхат
Багерхат (бенг. বাগেরহাট) — город и муниципалитет на юго-западе Бангладеш, административный центр одноимённого округа. Муниципалитет был основан в 1958 году. Площадь города равна 7,53 км². По данным переписи 2001 года, в городе проживало 51 504 человека, из которых мужчины составляли 52,24 %, женщины — соответственно 47,76 %. Уровень грамотности взрослого населения составлял 59,1 % (при среднем по Бангладеш показателе 43,1 %).